# Gary de Lacroze
Pour les articles homonymes, voir Lacroze et Gary.
Gary de Lacroze, né Émile Gary à Souillac le 23 février 1868 et mort au Kremlin-Bicêtre le 21 juin 1932, est un journaliste et écrivain français.

## Biographie
Avec son ami du collège Rollin, à Paris, Georges Polti, il écrit, en 1888, une Théorie des tempéraments. Il se lie avec Joséphin Péladan qui l'accueille au sein de sa Rose-Croix Catholique bientôt devenue La Rose-Croix esthétique. Il fait partie des organisateurs des Salons Rose-Croix qui font grand bruit dans le monde de l'art de la fin du XIXe siècle.
Polti et lui deviennent les amis du poète Oscar V. de Lubicz Miłosz.